# Eudemonología
Eudemonología (también eudaimonología < griego εὐδαίμων ['feliz'] + λόγος ['tratado']) es un término acuñado por Arthur Schopenhauer —Parerga y Paralipómena, 1851— para designar el estudio o teoría de la vida feliz para el hombre en la medida de sus posibilidades.
Es menester destacar, no obstante, que la noción de vida feliz, entendida dentro del estricto contexto del sistema schopenhaueriano, no está exenta de un cierto carácter contradictorio. En efecto:

[...] la eudemonología [Eudämonologie] debe comenzar enseñando que su nombre mismo es un eufemismo y que por 'vivir feliz' [glücklich leben] debe entenderse solamente 'menos desgraciado' [weniger unglücklich], vale decir, vivir tolerablemente [erträglich leben].

El fundamento de este aserto lo brinda Schopenhauer en su obra capital cuando sostiene que «el sufrir [das Leiden] es esencial a la vida», idea esta que lleva hasta sus últimas consecuencias al considerar que «hay solo un error innato: el de <creer> que existimos [dasind] para ser felices». Según lo expuesto, entonces, la noción schopenhaueriana de eudemonología no apunta a una felicidad en sentido absoluto, sino que, antes bien, se refiere a suerte de sabiduría práctica (Lebensweisheit)  y, en tal sentido, es asimilable a las doctrinas desarrolladas por los moralistas franceses.
Por lo demás, y ya en un sentido más amplio, puede decirse que las consideraciones eudemonológicas son tan antiguas como la filosofía misma. Tan es así que, por ejemplo, Platón pone en boca de Sócrates la idea de que «una vida no examinada no es digna de ser vivida». La ética aristotélica, por su parte, considera que el fin último del hombre es alcanzar la felicidad (εὐδαιμονία) mediante el ejercicio de una vida contemplativa (βίος θεωρητικός). También las éticas del período helenístico reservan un lugar destacado para las especulaciones eudemonológicas.[cita requerida]